# 御巣鷹の尾根
御巣鷹の尾根（おすたかのおね）は、群馬県多野郡上野村に所在する、高天原山の尾根にある日本航空123便墜落事故の現場一帯を指す通称。

## 命名の経緯
「御巣鷹の尾根」は、事故発生時の上野村村長・黒沢丈夫により名付けられた。事故後に群馬県警察本部長の河村一男から「公文書に必要なので（現場に）名前を付けてくれ」と依頼されたことによる。「御巣鷹」と付いているが、御巣鷹山の尾根ではない。

## 御巣鷹山慰霊碑（昇魂之碑）
墜落事故から1年が経過する前の1986年（昭和61年）8月1日（金曜日）、墜落現場である「御巣鷹の尾根」に「御巣鷹山慰霊碑」（昇魂之碑）が建てられ、除幕式が開かれた。昇魂之碑は、地元群馬県多野郡の有志により寄贈されたもので、毎年8月11日に18時56分の墜落時刻に合わせて神流川で灯篭流しが、8月12日には慰霊登山が行われている。
「御巣鷹の尾根」は、公益財団法人慰霊の園が上野村の人々を雇用する作業委託により管理が行われている。また地元の人々、警察など当時の関係者、日本航空の社員や退職者によるボランティアが管理しているものも多数あり、群馬県警察の遺体発見場所地図を元に建てられた多数の墓標、みかえり峠の碑、せせらぎを渡る橋、手すりなどがその例である。

### 交通
「御巣鷹の尾根」への登山口までの公共交通機関は存在しない。路線バスも現地までは至らないため、自動車でのアクセスが推奨される。

#### 登山口までのアクセス（自動車）
慰霊の園から
16キロメートル、自動車で約40分。登山口に若干の駐車場がある。
上信越自動車道下仁田インターチェンジから
国道254号→群馬県道45号下仁田上野線（湯の沢トンネル経由）→国道299号→群馬県道・長野県道124号上野小海線→上野ダム経由で約1時間。
関越自動車道本庄児玉インターチェンジから
国道462号→国道299号の志賀坂峠経由で約2時間10分。
関越自動車道花園インターチェンジから
国道140号→国道299号の志賀坂峠経由で約2時間30分。
中部横断自動車道八千穂高原インターチェンジから
国道299号の十石峠経由で約2時間。

#### 登山口から御巣鷹の尾根
スゲノ沢・登山口から御巣鷹の尾根（昇魂之碑）までは、登山道は800メートル、高低差180メートル、徒歩約30分。11月15日から4月28日まで冬季閉鎖される。

### 村道兼林道の延伸
旧登山道は、観音菩薩像と公衆便所がある場所を起点とし、そこから山道を2キロメートル、約1時間歩いて通称「みかえり峠」を経由し、御巣鷹の尾根に行くことが出来た。遺族の高齢化で慰霊登山が困難になるといった問題が指摘された中、国土交通省による砂防堰堤工事に伴い、沢伝いに幅4メートル、スゲノ沢まで1.3キロメートルのアスファルト舗装道路が整備され、途中3箇所の自動車すれ違い区間も整備された。村道兼林道の完成と一般開放によって、旧登山道は2006年（平成18年）7月に閉鎖された。

### 登山道整備中の事故
2016年（平成28年）7月23日午前9時40分ごろ、遺族の慰霊登山に向けてJALの社員7人と登山道の整備などをしていた日本航空安全推進本部ご被災者相談室所属の59歳男性が斜面を滑落、頭を強く打ち、病院に救急搬送されたが、死亡が確認された。

### 台風被害による墓標移設
2020年（令和2年）6月、前年の令和元年東日本台風で「スゲノ沢」にあった墓標の一部が増水や土砂崩れで流されたことを受け、上野村などは被害を受けた墓標を、現場から30メートルほど離れた登山道沿いの斜面を整地し移設。新型コロナウイルス感染症（COVID-19）流行の影響で日程が遅れたものの、7月20日に完成した。

### 通信環境の整備
遺族の高齢化やCOVID-19の流行も重なり、慰霊登山を断念する遺族が続出している一方、山間部ゆえに尾根の電波状況が非常に悪く、オンラインでの慰霊式参加に向けた通信環境の整備が課題となっていた。2023年、米国大手IT企業の勤務経験がある遺族の働きかけにより、KDDIを通じ米国スペースXの衛星インターネットアクセスサービス「スターリンク」のアンテナが事故発生日前後に臨時で設置されている。

## 慰霊の園
御巣鷹山慰霊碑（昇魂之碑）建立と同日の1986年8月1日に完成した追悼施設で、墜落現場から北東へ10キロメートル離れた上野村楢原地区（国道299号沿い）にある。慰霊塔や、身元不明の遺骨を埋葬する納骨堂、事故の写真や映像・遺品などを展示している展示棟がある。この慰霊の園は彫刻家半田富久によって設計された。
集落に程近く、多野藤岡広域路線バスが近隣の道路を通るが、慰霊の園へ直接は乗り入れない。

### 注
1. ↑  上信電鉄下仁田駅から道程で26キロメートル、JR小海線小海駅から22キロメートル、西武秩父線西武秩父駅から35キロメートル離れており、また道中は登山道となるため迂回が必須である。
2. ↑  多野藤岡広域路線バスが登山口13.3km手前にあるしおじの湯まで至っているのみである
3. ↑  犠牲者の名前を刻んだ石碑には、521の名前がある。妊娠していた乗客の胎児にも遺族によって名前が贈られたためである。
4. ↑  最寄りバス停は慰霊の園から850m離れた「小春」である。